# レイクンヒース空軍基地
レイクンヒース空軍基地（レイクンヒースくうぐんきち、英: Royal Air Force Lakenheath）は、イングランドサフォークのレイクンヒースに所在するイギリス空軍の基地である。ただし、イギリス空軍の基地ではあるものの在欧アメリカ空軍の第48戦闘航空団のみが駐留している。
1941年から1948年の7年間はイギリス空軍基地として、1948年から現在まで70年以上に渡ってアメリカ空軍基地として使用されている。
2026年にアメリカ空軍の核兵器基地になる予定があり、反対運動も生じている。

## 概要
ケンブリッジの北東46kmにある空軍基地である。10マイル南西には在欧米軍が駐留するミルデンホール空軍基地
も所在する。
同基地は第二次世界大戦中の1940年、ドイツ空軍の爆撃に対し、近隣のミルデンホール空軍基地の囮として偽の灯火を設置して活用したのが始まりである。1941年には滑走路が建設され、第二次世界大戦末期にはアメリカ陸軍航空軍のB-24爆撃機やイギリス空軍のスターリング爆撃機、ハリファックス爆撃機などが配備され、ドイツ爆撃の基地として使用された。
第二次世界大戦後、1948年のベルリン封鎖に際して第2爆撃航空団のB-29爆撃機が90日間配備され、その後も1951年の封鎖解除までB-29やB-50爆撃機のローテーション配備が続けられた。
1959年にフランスのショーモン＝スムーティエ空軍基地からF-100戦闘機を運用する第48戦術戦闘航空団が移駐。同航空団には1971年にF-4D戦闘機、1977年にF-111F戦闘爆撃機が配備され、1992年よりF-15E戦闘爆撃機、1994年1月にF-15C/D戦闘機が配備されている。
2015年1月、アメリカ国防総省は2020年以降にレイクンヒース空軍基地へF-35A戦闘機の配備を発表、2020年9月15日にはF-35飛行隊として第495戦闘飛行隊を第48戦闘航空団隷下に再編成することを発表し、2021年後半の配備が予定されている。
2023年現在、再びアメリカ空軍の核兵器基地とする予定があり、イギリス政府は2026年竣工予定の144人用の関係者宿舎の建設費用5000万ドル（約72.4億円）を負担するとしている。

## 所在部隊
- 第48戦闘航空団（英語版）[8]
  - 第48作戦群（英語版）
    - 第492戦闘飛行隊（英語版） - F-15E
    - 第493戦闘飛行隊（英語版） - F-35A
    - 第494戦闘飛行隊（英語版） - F-15E
    - 第495戦闘飛行隊（英語版） - F-35A
    - 第48作戦支援中隊

  - 第48整備群
    - 第48航空機整備中隊
    - 第748航空機整備中隊
    - 第48装備品整備中隊
    - 第48機材整備中隊
    - 第48整備運用中隊
    - 第48弾薬中隊

  - 第48医療群
    - 第48歯科中隊
    - 第48入院管理中隊
    - 第48医療運用中隊
    - 第48医療支援中隊
    - 第48手術運用中隊

  - 第48任務支援群
    - 第48施設中隊
    - 第48通信中隊
    - 第48契約中隊
    - 第48福利厚生中隊
    - 第48兵站即応中隊
    - 第48警備中隊